# Tjeckoslovakiens damlandslag i fotboll
Tjeckoslovakiens damlandslag i fotboll representerade Tjeckoslovakien i fotboll på damsidan fram tills splittringen av landet 1993 då laget liksom landet delades upp i Tjeckien och Slovakien. Landslaget spelade sin första match den 23 februari 1968 borta mot Italien och sin sista match den 12 september 1992 borta mot Italien. Laget deltog i EM-slutspelet en gång men kvalade aldrig in till VM eller OS.